# شهرستان فیلیپ‌ویل
شهرستان فیلیپ‌ویل (به فرانسوی: Philippeville) در استان نمور  در منطقه فدرال والوون در کشور بلژیک واقع شده‌است.

## شهرها
1. سرفونتن
2. کوون
3. دوآش (بلژیک)
4. فلورن
5. فیلیپ‌ویل
6. ویروآنول
7. ولکور